# Central hidroeléctrica del Molinar
La central hidroeléctrica del Molinar fue una central hidroeléctrica situada en el municipio español de Villa de Ves (Albacete) que aprovechaba las aguas del río Júcar para la generación de energía eléctrica.

## Ubicación

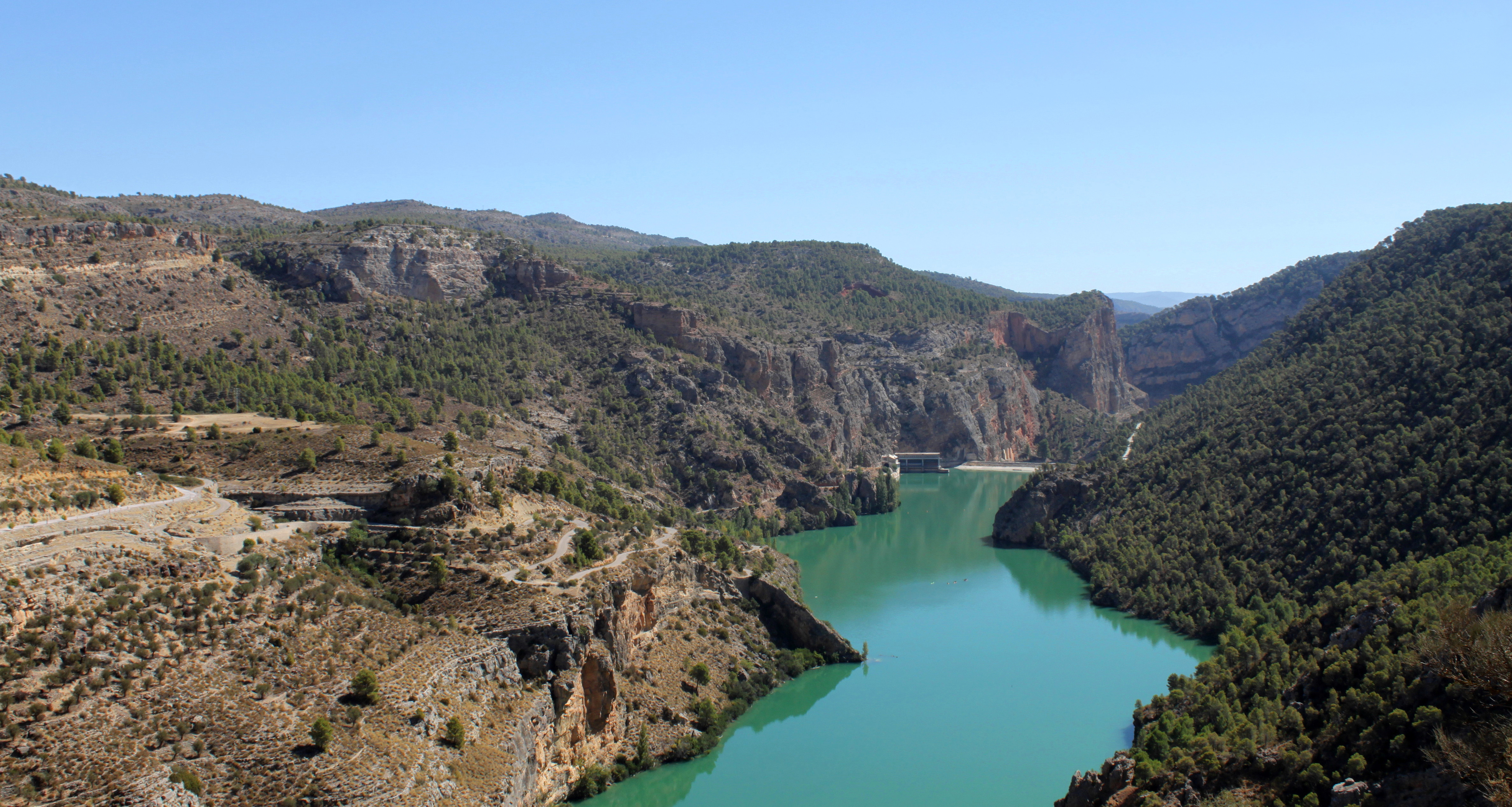
Embalse del Molinar

Se sitúa junto a un salto natural del río Júcar entre Villa de Ves y Cofrentes, entre los cuales hay un desnivel de casi 400 metros en 60 kilómetros; esto se debe a que los grandes ríos del centro peninsular presentan un escalón a la salida de la meseta, en el final de su tramo medio, lo que ha facilitado su aprovechamiento hidráulico. En esta zona, ya en el siglo XVI se citan varias casas de molinos en las relaciones topográficas de Felipe II. En el siglo XIX, Madoz describe en el tramo de Alcalá del Júcar cinco presas, un batán y tres molinos harineros. Muchas de esas instalaciones se transformaron en minicentrales hidroeléctricas para abastecimiento local e incitaron la obtención de la concesión de explotación del río. Uno de los molinos citados por Madoz existía desde finales de la Edad Media y su presencia dio origen al topónimo con que se conocía ese paraje, El Molinar, que sirvió también para denominar a la nueva presa.

## Historia
En 1881 se fundó, en Barcelona, la primera empresa eléctrica española y muy pronto los sistemas de alumbrado de las ciudades se fueron alimentando de electricidad. Al principio las fábricas de luz (centrales termoeléctricas) se ubicaban donde se necesitaba la electricidad ya que el bajo voltaje impedía su transporte; sin embargo, en 1890 se descubrió el transformador de corriente alterna, lo que permitió transportar la electricidad a mayor distancia. Las centrales térmicas de vapor se empezaron a sustituir por centrales hidroeléctricas, especialmente en el Mediterráneo. 
En ese contexto, Juan Urrutia y Zulueta (que había fundado Hidroeléctrica Ibérica en 1901) y Lucas Urquijo crearon Hidroeléctrica Española en 1907 y decidieron aprovechar el salto del Molinar comprando la concesión sobre el río al industrial Enrique Gosálvez Fuentes, de Villalgordo del Júcar, que ya en 1898 había instalado una pequeña central hidráulica para abastecer su industria papelera. La electricidad viajaría a Madrid, donde era entregada a la Sociedad de Tranvías, a la Cooperativa Eléctrica y a grandes fábricas como la cervecera del Águila, y a Valencia, donde servía para el alumbrado y los tranvías. 
Tras la constitución de la nueva sociedad el 13 de mayo de 1907, empezaron las obras. Además de los trabajadores contratados en la zona, llegaron miles de trabajadores, para quienes se construyeron tres poblados en Villa de Ves, a base de pabellones, mientras que los directivos e ingenieros se alojaron en casas de los pueblos de la comarca. Los trabajos previos y el transporte de materiales provocaron los principales problemas; fue necesario abrir carreteras y caminos, desmontar laderas y rebajar niveles para llegar al fondo del río. Los trabajos en la presa se limitaron a aprovechar la del antiguo molino, que fue reforzada.
La construcción del canal para la conducción del agua, tres de cuyos kilómetros eran subterráneos y con el que se conseguían 65 metros de desnivel, fue abierto a golpe de barreno. Al final de la conducción se construyó un depósito desde el cual, a través de tuberías, el agua descendía hacia la casa de máquinas. Estos primeros trabajos se acabaron en julio de 1909. Para el transporte de los materiales y los grupos electrógenos se recurrió a yuntas de bueyes; previamente hubo que abrir un camino a pico y pala y excavar varios túneles en la margen derecha del río para llegar hasta la central.
Las turbinas empezaron a funcionar en 1909 y ese mismo año entró en funcionamiento la línea a Valencia; al año siguiente lo hizo la de Alcoy y en 1911 la de Cartagena. La línea a Madrid se retrasó debido a que la concesión oficial del salto del Molinar no se produjo hasta 1910, a lo que se sumó una tormenta en 1911 que destruyó parte del tendido en las cercanías de Iniesta.

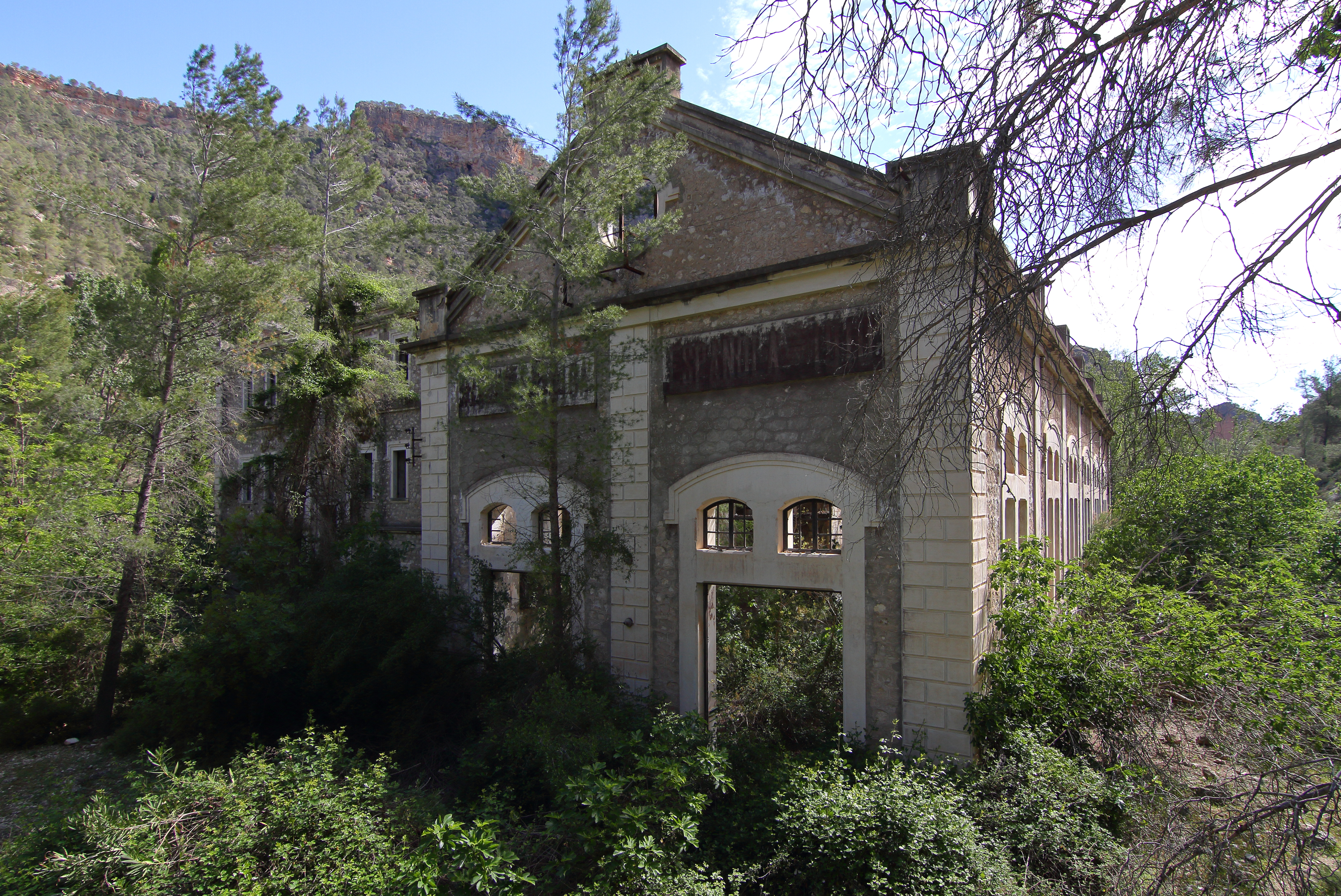
Fachada oeste de la central

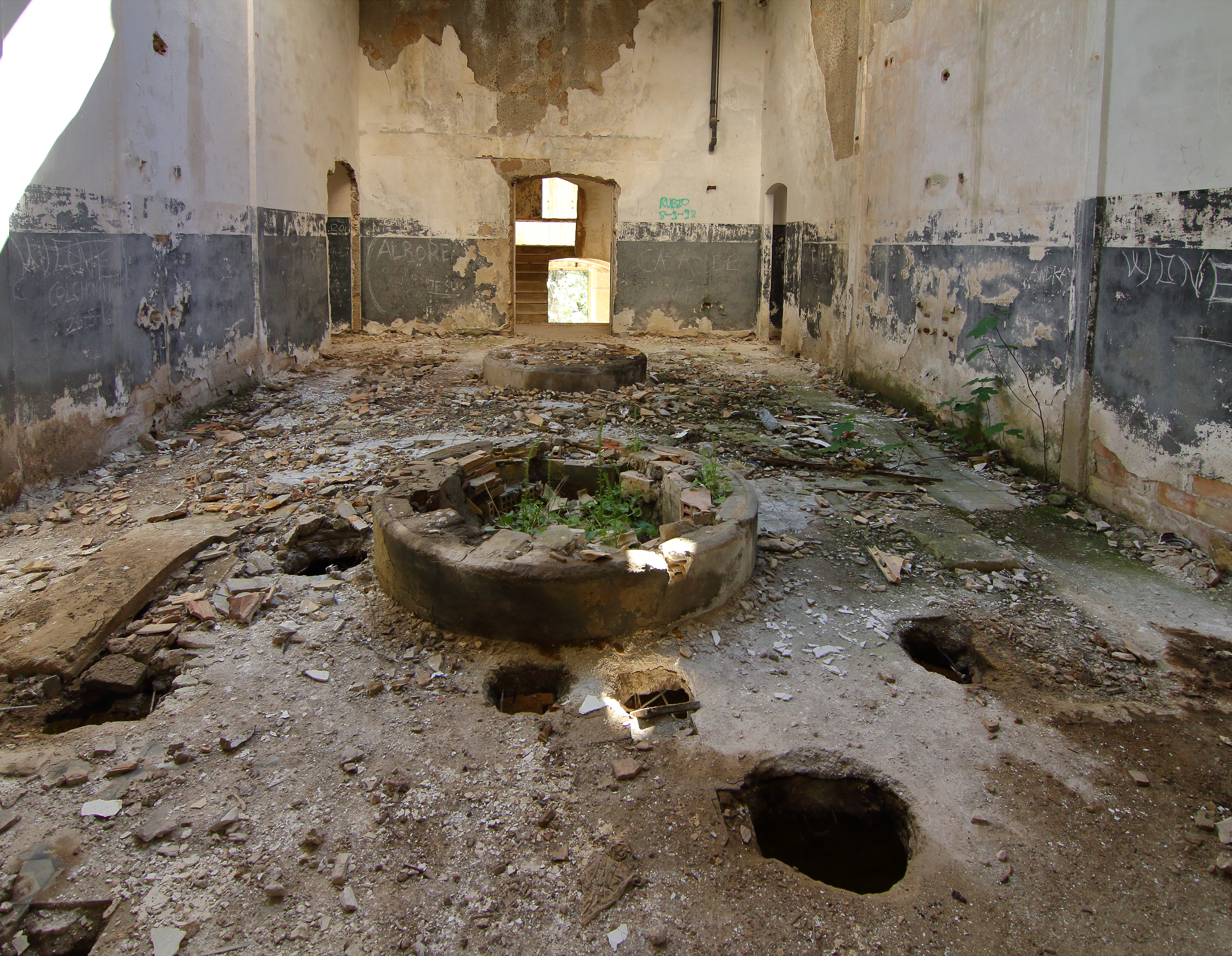
Interior de la central

La central funcionó hasta 1952, cuando la compañía decidió construir un embalse y derivar el agua hacia Cofrentes. Las instalaciones se desmantelaron y en 1962 fueron cedidas al Ayuntamiento de Villa de Ves.

## Instalaciones
Central hidroeléctrica
Desde el salto del Molinar, a través de un conducto de aproximadamente cinco kilómetros, el agua se transportaba hasta un punto cercano a la central. Desde allí se lanzaba, gracias a un sistema de tuberías y compuertas, sobre las turbinas que generaban la electricidad, alojadas en la casa de máquinas. Esta consistía en un edificio rectangular, de tres alturas, con una superficie de 43 m² por planta.
La central contaba con cinco grupos electrógenos de 7200 CV cada uno; consistían en una turbina-alternador de 4500 kW, además de los cuadros de distribución y transformadores, de más de 6000 kVA de potencia. Entraron en servicio, paulatinamente, entre 1909 y 1911, y la central alcanzó un máximo de producción de 70 GWh anuales. En 1913, ante el aumento de la demanda, se añadió un nuevo grupo electrógeno, lo que permitió alcanzar una potencia de 100 GWh.
Poblado

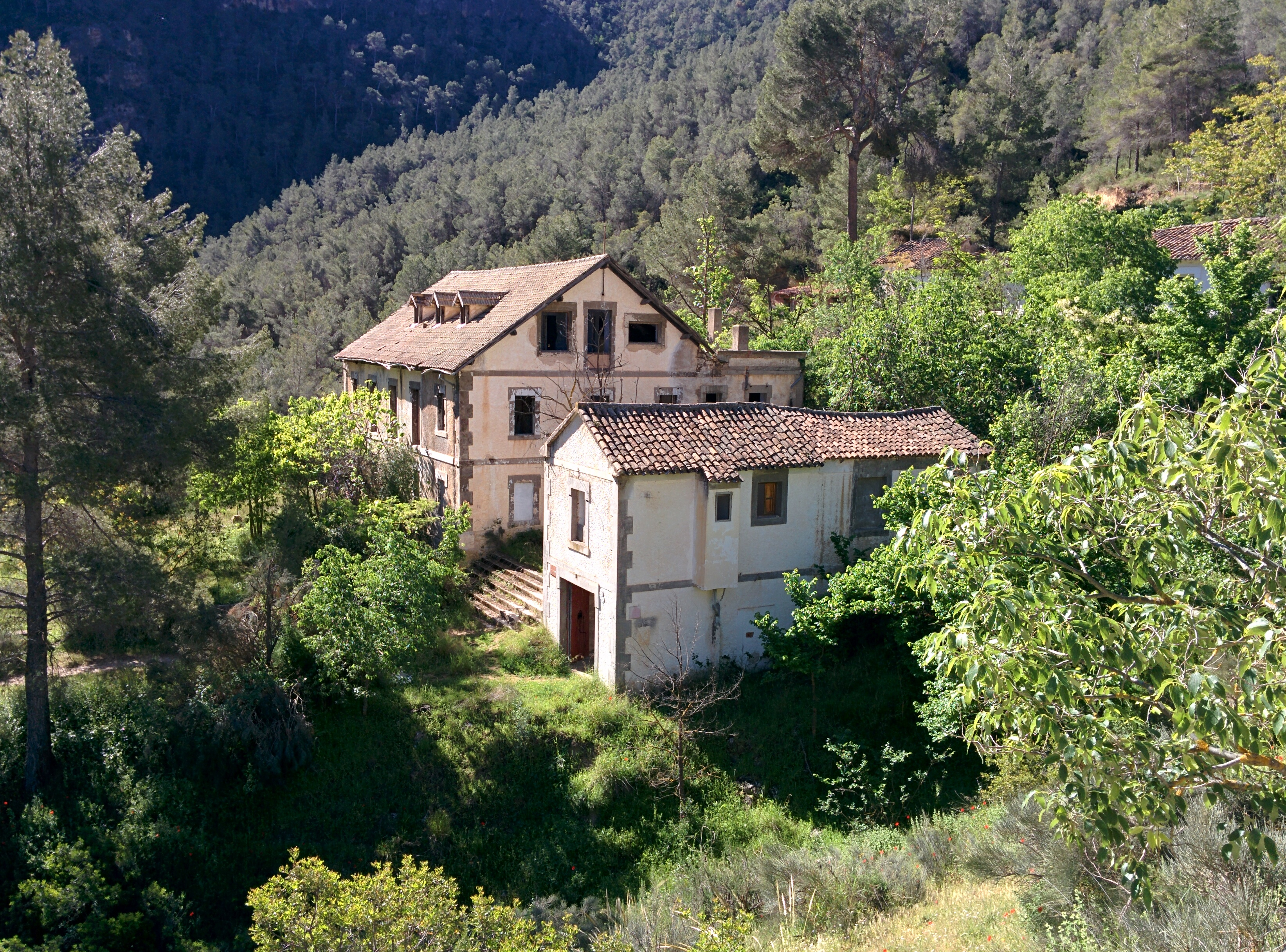
Algunas de las construcciones del poblado

En él vivieron sus trabajadores, hasta alcanzar una población de 1500 vecinos, y contó con ermita, economato, escuela y consultorio médico. Tras el cierre del complejo, la presa inundó las huertas y su población emigró ante la falta de oportunidades. Posteriormente, la falta de uso, la degradación natural, el vandalismo y el expolio han provocado su ruina.